# 守随憲治
守随 憲治（しゅずい けんじ、1899年3月10日 - 1983年2月7日）は、日本の国文学者。専門は日本近世文学、特に歌舞伎。東京大学名誉教授、実践女子大学名誉教授。

## 経歴
東京府東京市本所区小梅町（現在の東京都墨田区向島）生まれ。第一高等学校を経て、1923年、東京帝国大学国文科卒業。1925年、第一高等学校教授。1937年、東京帝大文学部助教授。1945年、文学博士。1949年、東京大学教養学部教授。1959年、定年退職、名誉教授。同年、実践女子大学教授。1961年、実践女子大学および同短大学長に就任。1971年に再び学長を務める。1974年、関東短期大学学長。1976年、関東学園大学学長。1983年、叙正四位勲二等瑞宝章。
浄瑠璃・歌舞伎など近世劇文学の研究を行い、著作集全6巻がある。特に『役者論語』の注解で高い評価を受けた。また、戦中から戦後にかけて、壊滅状態になっていた日本近世文学研究を立て直し、野間光辰や暉峻康隆とともに日本近世文学会を発足させたほか、日本演劇学会会長も務めた。

## 著書

### 単著
- 近世戯曲研究 中興館 1932
- 歌舞伎通鑑 山海堂出版部 1937
- 國文學史總論 前野書店 1937
- 日本の演劇（日本精神叢書）内閣印刷局 1941
- 我が古典劇 千歳書房 1942
- 歌舞伎序説 改造社 1943
- 歌舞伎（續日本古典讀本） 日本評論社 1943
- 能から歌舞伎へ 内田書店 1946
- 歌舞伎劇戯曲構造の研究 北隆館 1947
- 田舎源氏 民生書院 1947
- 近松 世界評論社 1949（世界文学はんどぶつく）
- 日本永代蔵精講 研究と評釈 学灯社 1953
- 徒然草 文法追求 古典評釈 研文社 1954
- 国文学史 東京大学出版会 1956
- 旅はよし 新樹社 1960
- 山水譜 桜楓社 1969（現代の教養）
- わたしの青年記 明治書院 1976
- 守随憲治著作集 全5巻別巻1 笠間書院 1976
- 古典文学 北から南へ 明治書院 1977

### 編著
- 歌舞伎圖説 秋葉芳美共編 万葉閣 1931
- 國劇研究 江戸歌舞伎を主とせる 甲鳥書林 1942
- 日本文学辞典 上巻 第2 蒼明社 1950
- 日本文学研究入門 麻生磯次共編 東京大学出版会 1956
- 国文学史 塩田良平共編 青林書院 1959（大学教養演習講座）
- 近世文芸の研究 資料篇 笠間書院 1974
- 旺文社国語辞典 旺文社 1980

### 校注
- 近松世話淨瑠璃集 博文館 1928（帝国文庫）
- 日本戯曲選 至文堂 1935
- 仮名手本忠臣蔵 岩波文庫 1937
- 攷註日本永代蔵 山海堂 1937
- 菅原傳授手習鑑 竹田出雲 岩波文庫 1938
- 大物船矢倉吉野花矢倉義經千本櫻 竹田出雲 岩波文庫 1939
- 本朝廿四孝 近松半二 岩波文庫 1939
- 役者論語 岩波文庫 1939
- 忠兵衛梅川冥土の飛脚・博多小女郎波枕 近松門左衛門 改造文庫 1940
- 日本永代蔵 井原西鶴 改造文庫 1940
- 世間胸算用 井原西鶴 改造文庫 1940
- 武家義理物語 井原西鶴 改造文庫 1941
- 竹斎 烏丸光広 岩波文庫 1942
- 舞曲扇林・戯財録 河原崎権之助 岩波文庫 1943
- 近松半二集 朝日新聞社 1949（日本古典全書）
- 西鶴名作評解 大久保忠国共著 有精堂 1949
- 偐紫田舎源氏 柳亭種彦 岩波文庫 1952-53
- 近世劇文学 河出書房 1952（日本文学大系）
- 役者論語 東京大学出版会 1954
- 勧進帳 岩波文庫 1957
- 助六所縁江戸桜 初代桜田治助 岩波文庫 1958
- 全釈近松名作選 第1 福音館書店 1958
- 近松世話物集 旺文社文庫 1976